# Muyinga
Muyinga ist eine Stadt im Norden von Burundi. Sie ist die Hauptstadt der gleichnamigen Provinz.

## Geografie
Die Stadt liegt im östlichen Teil der Provinz, westlich des Flusses Ruvuvu, nahe der Grenze zu Tansania. Die absolute Höhe beträgt 1731 Meter über dem Meeresspiegel. Muyinga liegt etwa 117 Kilometer nordöstlich von Bujumbura, der Hauptstadt des Landes.

## Bevölkerung
Die Stadt hat eine Bevölkerung von über 138.000 Einwohnern (Stand: 2008), von denen ca. 68.000 männlich und 70.000 weiblich sind.

## Religion
Die Stadt ist Zentrum des Bistums Muyinga.

## Transport
Der nächstgelegene Flughafen befindet sich in der tansanischen Stadt Ngara.